# Lijst van schilderijen van Giotto
Deze lijst geeft een overzicht van de schilderijen en fresco's van de Italiaanse kunstenaar Giotto di Bondone.

## Toegeschreven werken
| Afbeelding | Titel                                                                                 | Datering bij benadering | Techniek                          | Afmetingen h × b cm | Verblijfplaats                                              | Opmerkingen |
| ---------- | ------------------------------------------------------------------------------------- | ----------------------- | --------------------------------- | ------------------- | ----------------------------------------------------------- | --- |
|            | Madonna van Borgo San Lorenzo                                                         | 1290-1295               | tempera en goud op paneel         | 81,5 × 41           | Borgo San Lorenzo, Pieve di San Lorenzo                     | Fragment van een Maestà |
|            | Kruis van Santa Maria Novella                                                         | 1290-1295               | tempera en goud op paneel         | 578 × 406           | Florence, Santa Maria Novella                               | |
|            | Madonna van San Giorgio alla Costa                                                    | 1295                    | tempera en goud op paneel         | 180 × 90            | Florence, Museo diocesano di Santo Stefano al Ponte         | |
|            | Frescoreeks met scènes uit het leven van Sint-Franciscus                              | 1295-1300               | fresco                            | 270 × 230           | Assisi, bovenkerk van de Sint-Franciscusbasiliek            | Uitgevoerd met andere schilders |
|            | Bonifacius VIII kondigt het jubileum van 1300 af                                      | 1300                    | fresco                            | 110 × 110           | Rome, Sint-Jan van Lateranen                                | Fragment |
|            | Hoofd van een herder                                                                  | 1300-1305               | fresco                            | 250 × 135           | Florence, Galleria dell'Accademia                           | Fragment van een cyclus over het leven van Maria uit Badia Fiorentina |
|            | Retabel van Badia                                                                     | 1300                    | tempera en goud op paneel         | 91 × 340            | Florence, Uffizi                                            | |
|            | Sint-Franciscus ontvangt de stigmata met drie verhalen over Franciscus op de predella | 1300                    | tempera en goud op paneel         | 314 × 162           | Parijs, Louvre                                              | Gesigneerd. Door Napoleon in 1813 als oorlogsbuit geroofd uit de San Francesco-kerk in Pisa |
|            | Franciscaan                                                                           | 1300                    | tempera en goud op paneel         | 54 × 39             | Florence, Villa I Tatti (collectie Berenson)                | |
|            | Kruis van Rimini                                                                      | 1301                    | tempera en goud op paneel         | 430 × 303           | Rimini, Tempio Malatestiano                                 | |
|            | Verlosser                                                                             | 1301-1302               | tempera en goud op paneel         | 81 × 86             | Londen, privéverzameling                                    | Bekroning van het Kruis van Rimini. |
|            | Frescoreeks in de Cappella degli Scrovegni                                            | 1303-1305               | fresco                            |                     | Padua, Cappella degli Scrovegni                             | Grotendeels eigenhandig, maar met medewerking van assistenten |
|            | Kruis van Padua                                                                       | 1304 à 1317             | tempera en goud op paneel         | 223 × 164           | Padua, Musei Civici di Padova                               | |
|            | Navicella (verloren gegaan)                                                           | 1305-1313               | mozaïek                           | 740 × 990           | voorheen Vaticaanstad, Oude Sint-Pietersbasiliek            | Versierde de gevel van de Oude Sint-Pietersbasiliek; na de afbraak ervan in 1505 werd het mozaïek meerdere keren verplaatst totdat het tijdens een onweer zo beschadigd raakte dat het vrijwel volledig verloren is gegaan; de afbeelding is een kopie in olieverf uit de 17e eeuw |
|            | Engel (fragment)                                                                      | 1305-1313               | mozaïek                           | 65 × 65             | Boville Ernica, San Pietro Ispano                           | Waarschijnlijk een fragment van de Navicella |
|            | Engel (fragment)                                                                      | 1305-1313               | mozaïek                           | 65 × 65             | Rome, Museo del tesoro di San Pietro (Sint-Pietersbasiliek) | Waarschijnlijk een fragment van de Navicella |
|            | Frescoreeks in de Cappella della Maddalena                                            | 1307-1308               | fresco                            |                     | Assisi, benedenkerk van de Sint-Franciscusbasiliek          | Voor een groot deel uitgevoerd door assistenten |
|            | Frescoreeks in de rechtertransept van de benedenkerk                                  | 1308-1310               | fresco                            |                     | Assisi, benedenkerk van de Sint-Franciscusbasiliek          | Voor een groot deel uitgevoerd door assistenten |
|            | Kruisiging met vijf francescanen                                                      | 1308-1310               | fresco                            |                     | Assisi, benedenkerk van de Sint-Franciscusbasiliek          | Uitgevoerd met assistenten |
|            | Maestà van Ognissanti                                                                 | 1310-1311               | tempera en goud op paneel         | 325 × 204           | Florence, Uffizi                                            | |
|            | De ontslaping van Maria                                                               | 1312-1314               | tempera en goud op paneel         | 74,7 × 173,4        | Berlijn, Gemäldegalerie                                     | |
|            | Mater dolorosa                                                                        | 1311-1315               | fresco                            | 64 × 45             | Florence, Santa Croce                                       | Fragment |
|            | Kruis van Ognissanti                                                                  | 1315                    | tempera en goud op paneel         | 468 × 375           | Florence, Ognissanti                                        | |
|            | Kruisiging van het Louvre                                                             | 1315                    | tempera en goud op paneel         | 277 × 225 cm        | Parijs, Louvre                                              | Toeschrijving onzeker, met assistenten |
|            | Frescoreeks in de Cappella Peruzzi                                                    | 1318-1322               | muurschildering (pittura a secco) |                     | Florence, Santa Croce                                       | |
|            | Retabel van Peruzzi                                                                   | 1318-1322               | tempera en goud op paneel         | 105,7 × 250,2       | Raleigh, North Carolina Museum of Art                       | Deels uitgevoerd door assistenten |
|            | Stefaneschi-retabel (voorzijde)                                                       | 1320                    | tempera en goud op paneel         | 220 × 245           | Vaticaanstad, Vaticaanse Pinacotheek                        | |
|            | Stefaneschi-retabel (achterzijde)                                                     | 1320                    | tempera en goud op paneel         | 220 × 245           | Vaticaanstad, Vaticaanse Pinacotheek                        | |
|            | Kruisiging van Berlijn                                                                | 1320                    | tempera en goud op paneel         | 58 × 33             | Berlijn, Gemäldegalerie                                     | Toeschrijving onzeker. |
|            | Kruisiging van Straatsburg                                                            | 1320                    | tempera en goud op paneel         | 39 × 26             | Straatsburg, Musée des Beaux-Arts de Strasbourg             | Toeschrijving onzeker. |
|            | Zeven panelen met verhalen van Jezus: Aanbidding der wijzen                           | 1320-1325               | tempera en goud op paneel         | 44 × 45             | New York, Metropolitan Museum                               | |
|            | Zeven panelen met verhalen van Jezus: Presentatie in de tempel                        | 1320-1325               | tempera en goud op paneel         | 44 × 43             | Boston, Isabella Stewart Gardner Museum                     | |
|            | Zeven panelen met verhalen van Jezus: Laatste avondmaal                               | 1320-1325               | tempera en goud op paneel         | 42,56 × 43          | München, Alte Pinakothek                                    | |
|            | Zeven panelen met verhalen van Jezus: Kruisiging                                      | 1320-1325               | tempera en goud op paneel         | 45 × 43,5           | München, Alte Pinakothek                                    | |
|            | Zeven panelen met verhalen van Jezus: Kruisafneming                                   | 1320-1325               | tempera en goud op paneel         | 44,5 × 43           | Florence, Villa I Tatti (collectie Berenson)                | |
|            | Zeven panelen met verhalen van Jezus: Afdaling in het voorgeborchte van de hel        | 1320-1325               | tempera en goud op paneel         | 45 × 43,5           | München, Alte Pinakothek                                    | |
|            | Zeven panelen met verhalen van Jezus: Pinksteren                                      | 1320-1325               | tempera en goud op paneel         | 45 × 43,5           | Londen, National Gallery                                    | |
|            | Frescoreeks in de Cappella Bardi                                                      | 1325                    | muurschildering (pittura a secco) |                     | Florence, Santa Croce                                       | |
|            | Maria met Kind                                                                        | 1325-1330               | tempera en goud op paneel         | 85,5 × 62           | Washington, National Gallery of Art                         | |
|            | De evangelist Johannes                                                                | 1325-1330               | tempera en goud op paneel         | 81 × 55             | Chaalis, Musée Jacquemart-André de Chaalis                  | |
|            | De heilige Laurentius                                                                 | 1325-1330               | tempera en goud op paneel         | 81 × 55             | Chaalis, Musée Jacquemart-André de Chaalis                  | |
|            | Baroncelli-retabel                                                                    | 1328                    | tempera en goud op paneel         | 185 × 323           | Florence, Santa Croce                                       | Gesigneerd "Opus Magistri Jocti", maar vaak toegeschreven aan ateliermedewerkers, vooral Taddeo Gaddi |
|            | God de Vader met engelen                                                              | 1328                    | tempera en goud op paneel         | 76,2 × 71,1         | San Diego, San Diego Museum of Art                          | Misschien de bekroning van de Baroncelli-retabel |
|            | Kruis van San Felice                                                                  | 1330                    | tempera en goud op paneel         | 343 × 432           | Florence, San Felice in Piazza                              | Waarschijnlijk atelierwerk |
|            | Retabel van Bologna                                                                   | 1330-1334               | tempera en goud op paneel         | 146,5 × 217         | Bologna, Pinacoteca nazionale                               | Gesigneerd |
|            | Madonna del Rifugio                                                                   | 1335                    | tempera en goud op paneel         |                     | Florence, Chiesa di Santa Maria a Ricorboli                 | Uitgevoerd met assistenten |
|            | Heilige Stefanus                                                                      | 1330-1335               | tempera en goud op paneel         | 84 × 54             | Florence, Museo Horne                                       | |
|            | Franciscaanse allegorieën                                                             | 1334                    | fresco                            |                     | Assisi, benedenkerk van de Sint-Franciscusbasiliek          | Grotendeels uitgevoerd door assistenten, misschien Giotto's leerling met de noodnaam Parente di Giotto |
|            | Fresco's in de Cappella del Podestà                                                   | 1334-1337               | fresco                            |                     | Florence, Bargello                                          | Aandeel van Giotto onzeker |

## Verantwoording
- Dit artikel of een eerdere versie ervan is een (gedeeltelijke) vertaling van het artikel Opere di Giotto op de Italiaanstalige Wikipedia, dat onder de licentie Creative Commons Naamsvermelding/Gelijk delen valt. Zie de bewerkingsgeschiedenis aldaar.